# گاوکان باغ
گاوکان باغ یک روستا در ایران است که در بخش جبالبارز شهرستان جیرفت استان کرمان واقع شده‌است. گاوکان باغ ۱۷ نفر جمعیت دارد.

## جمعیت
این روستا در دهستان مسکون قرار دارد و براساس سرشماری مرکز آمار ایران در سال ۱۳۸۵، جمعیت آن ۱۷ نفر (۶ خانوار) بوده‌است.